# VTJ 2nd
VTJ 2nd（ブイティージェー・セカンド）は、日本の総合格闘技団体「VTJ」の大会の一つ。2013年6月22日、東京都文京区のTDCホールで開催された。

## 大会概要
2012年12月24日に開催されたVTJ 1stから半年ぶりの開催となった。
メインイベントはUFC王者を目標にする修斗世界フェザー級王者の堀口恭司と、バンタム級キング・オブ・パンクラシストの石渡伸太郎による王者対決。
休憩時間に日本女子格闘界を牽引してきた藤井惠が次回のVTJ 3rdをもって現役を引退することを発表した。

## 試合結果
第1試合 215ポンド（97kg）契約 3分3R
○  ガブリエル・ゾボ・ラビー vs.  ルーカス・タニ ×
3R終了 判定3-0
第2試合 145ポンド（65.8kg）契約 5分3R
○  石原夜叉坊 vs.  森興二 ×
1R 2:12 KO（左フック）
第3試合 135ポンド（61.2kg）契約 5分3R
○  根津優太 vs.  西浦"ウィッキー"聡生 ×
3R終了 判定2-0
第4試合 125ポンド（56.7kg）契約 5分3R
○  山上幹臣 vs.  マモル ×
3R終了 判定2-0
第5試合 145ポンド（65.7kg）契約 5分3R
○ 宇野薫 vs.  アンソニー・アヴィラ ×
3R 1:53 リアネイキドチョーク
第6試合 130ポンド（59kg）契約 5分3R
○  所英男 vs.  テイラー・マコーストン ×
2R 2:34 ヒールホールド
第7試合 145ポンド（65.7kg）契約 5分3R
○  ダニエル・ロメロ vs.  高谷裕之 ×
1R 3:23 KO（右ストレート→パウンド）
第8試合 135ポンド（61.2kg）契約 5分5R
○  堀口恭司 vs.  石渡伸太郎 ×
5R 0:41 KO（スタンドパンチ連打）